# Tartaraghan
Tartaraghan es una localidad situada en el condado de Armagh de Irlanda del Norte (Reino Unido), con una población en 2011 de 51 habitantes.
Se encuentra ubicada al suroeste de Belfast —la capital de Irlanda del Norte—, al sur del lago Neagh —el mayor de las islas británicas— y a poca distancia de la frontera con República de Irlanda.